# Chamaesphecia guenter
Chamaesphecia guenter is een vlinder uit de familie wespvlinders (Sesiidae), onderfamilie Sesiinae.
De wetenschappelijke naam van de soort is voor het eerst geldig gepubliceerd door HerrMann & HofMann in 1997. De soort komt voor in het Palearctisch gebied.